# Christiaan Lodewijk Mattern
C.L. Mattern (Christiaan Lodewijk Mattern, Deventer, 30 maart 1838 – Amsterdam, 28 februari 1892) was een Nederlands muziekpedagoog, componist en handelaar in muziekinstrumenten aan de Amsterdamse Reguliersbreestraat.

## Leven
Hij was zoon van schilder Christiaan Jacob Mattern en Antonia Sipman. Hijzelf was getrouwd met Christina Paulina Catrina Mattern. 
Hij vestigde zich in 1857 in Amsterdam en gaf lessen aan de muziekschool van de Maatschappij tot Bevordering der Toonkunst (1860-1870). Hij richtte vervolgens een eigen muziekschool (Muziekschool van C.L. Mattern aan de Geldersekade) op die tot 1883 zou blijven bestaan.
Mattern schreef een beperkt aantal liederen (Lentelied, Avondleid etc.), waarvan enkele opgedragen werden aan de Koninklijke familie.

## Feestcantate
Ter ere van het 25-jarig regeringsjubileum in 1874 van koning Willem III componeerde Mattern een Feestcantate op tekst van predikant en schrijfster Eliza Laurillard. Het werd door Matterns leerlingen uitgevoerd tijdens een bezoek van koning Willem III der Nederlanden en Emma zu Waldeck und Pyrmont op 14 mei 1874 aan Artis. Het is geschreven voor sopraan en driestemmig vrouwenkoor. Een exemplaar van de muziek, uitgegeven door J. Brandt & Zn met kalligrafie van Antonie Grevenstuk bevindt zich in de Koninklijke Verzamelingen.